# European Council of Skeptical Organisations
De European Council of Skeptical Organisations of ECSO (Nederlands: Europese Raad van Skeptische Organisaties of ERSO) is een koepel van skeptische organisaties in Europa.

## Doelen
De ECSO werd op 25 september 1994 opgericht om de activiteiten te coördineren van Europese organisaties en individuen die ten doel hebben om pseudowetenschappelijke uitspraken en beweringen over waarneming van paranormale verschijnselen kritisch te onderzoeken en de resultaten van dat onderzoek bekend te maken onder het grote publiek. Zij streeft ernaar de reeks Europese skeptische congressen die voorafgingen aan haar oprichting voort te zetten en biedt financiële ondersteuning voor een tweejaarlijks congres en een jaarlijks symposium.
Het Handvest van de European Council of Skeptical Organisations stelt dat ze er naar streeft om:

1) het publiek te beschermen tegen het verkondigen van beweringen en therapieën die niet zijn onderworpen aan kritische toetsing en daarom een gevaar voor hen kunnen betekenen.

2) dergelijke uitzonderlijke beweringen die zich bevinden aan de rand van of strijdig zijn met de huidige wetenschappelijke kennis te onderzoeken middels gecontroleerde tests en experimenten. Dit geldt in het bijzonder voor verschijnselen die algemeen bekendstaan als "paranormaal" of "pseudowetenschappelijk". Echter, geen enkele bewering, verklaring of theorie zal worden afgewezen alvorens deze aan een objectieve evaluatie is onderworpen.

3) het publieke beleid te bevorderen gebaseerd op een goede praktijk in de wetenschap en de geneeskunde.
— Handvest van de European Council of Skeptical Organisations

Het Handvest werd getekend door Amardeo Sarma (GWUP), Michael Howgate (UK Skeptics), Miguel Angel Sabadell (ARP), Paul Kurtz (CSICOP), Tim Trachet (SKEPP), Arlette Fougnies (Comité Para) en Kees de Jager (Stichting Skepsis).

## Structuur

### Bestuur

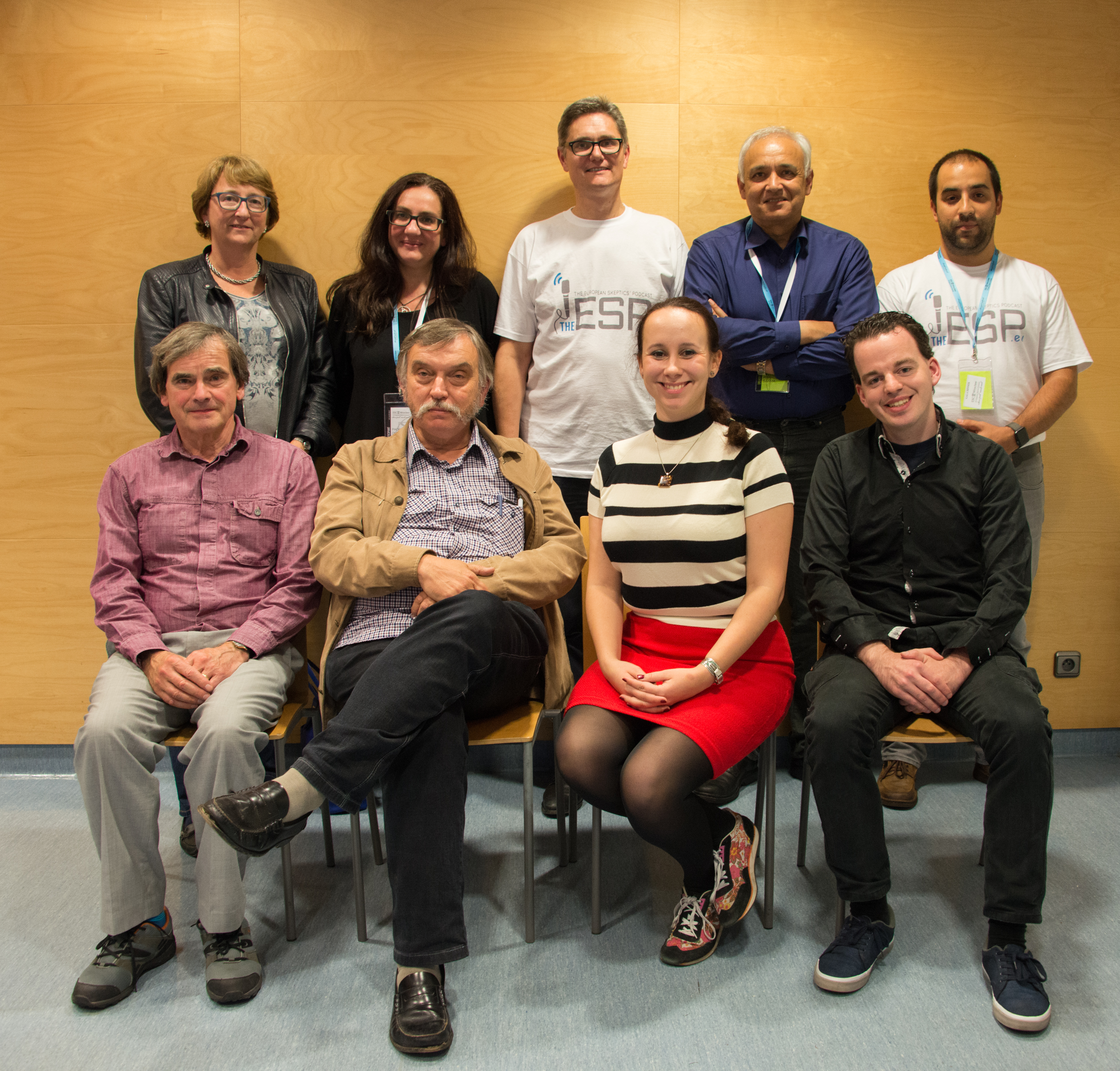
Het bestuur bijeen in Wrocław op ESC 2017.
Achter: de Jong, De Gobbi, Böckman, Sarma, Pintér.
Voor: Heap, Trachet, Klingenberg, Korteweg.

Kees de Jager was de eerste voorzitter tot 2001. Hij werd opgevolgd door Amardeo Sarma (2001–2013), die op zijn beurt werd afgelost door Gábor Hraskó (2013–2017). Sinds september 2017 is het ECSO-bestuur als volgt samengesteld:
- Claire Klingenberg (Sisyfos) – Voorzitter
- Tim Trachet (SKEPP) – Vicevoorzitter
- Amardeo Sarma (GWUP) – Penningmeester
- Paola De Gobbi (CICAP) – Algemeen lid
- Pontus Böckman (VoF) – Algemeen lid
- Catherine de Jong (VtdK) – Geassocieerd lid
- Leon Korteweg (DVG) – Geassocieerd lid
- Michael Heap (ASKE) – Geassocieerd lid
- András Gábor Pintér (SzT) – Geassocieerd lid

### Leden
De ECSO brengt de volgende skeptische groepen bijeen:
| Naam                                                                                                   | Opgericht | Bediende regio      | Noten                                          |
| --- | --------- | ------------------- | ---------------------------------------------- |
| Alternativa Racional a las Pseudociencias - Sociedad para el Avance del Pensamiento Crítico (ARP-SAPC) | 1986      | Spanje              | Stichtend lid.                                 |
| Association for Skeptical Enquiry (ASKE)                                                               | 1997      | Verenigd Koninkrijk |                                                |
| Association française pour l’information scientifique (AFIS)                                           | 1968      | Frankrijk           | Lid sinds 2001.                                |
| Comitato Italiano per il Controllo delle Affermazioni sulle Pseudoscienze (CICAP)                      | 1989      | Italië              |                                                |
| Comité Para                                                                                            | 1949      | België              | Bedient de Franse Gemeenschap. Stichtend lid.  |
| Círculo Escéptico (CE)                                                                                 | 2006      | Spanje              |                                                |
| Föreningen Vetenskap och Folkbildning (VoF)                                                            | 1982      | Zweden              |                                                |
| Gesellschaft zur wissenschaftlichen Untersuchung von Parawissenschaften (GWUP)                         | 1987      | D-A-CH              | Zetelt in Roßdorf. Stichtend lid.              |
| Irish Skeptics Society (ISS)                                                                           | 2002      | Ierland             |                                                |
| Klub Sceptyków Polskich (KSP)                                                                          | 2010      | Polen               | Lid sinds 2017.                                |
| Observatoire Zététique (OZ)                                                                            | 2003      | Frankrijk           |                                                |
| SKEPP                                                                                                  | 1990      | België              | Bedient de Vlaamse Gemeenschap. Stichtend lid. |
| Skepsis ry                                                                                             | 1987      | Finland             |                                                |
| Skeptiker Schweiz – Verein für kritisches Denken (Skeptiker)                                           | 2012      | Zwitserland         | [ 12 ]                                         |
| Stichting Skepsis (Skepsis)                                                                            | 1987      | Nederland           | Stichtend lid.                                 |
| Szkeptikus Társaság (SzT)                                                                              | 2006      | Hongarije           | Lid sinds 2007.                                |
| Vereniging tegen de Kwakzalverij (VtdK)                                                                | 1881      | Nederland           | Nog geen formeel lidmaatschap.                 |
| Český klub skeptiků Sisyfos (Sisyfos)                                                                  | 1995      | Tsjechië            |                                                |

Voorts zijn het Committee for Skeptical Inquiry (CSI, vroeger CSICOP) en de Israel Skeptics Society geassocieerde leden van de ECSO. Paul Kurtz, de oprichter en lange tijd voorzitter van CSI, was actief betrokken bij vorming van de ESCO, in het bijzonder omdat Skeptical Inquirer veel abonnees had in Europa.

## European Skeptics Congress

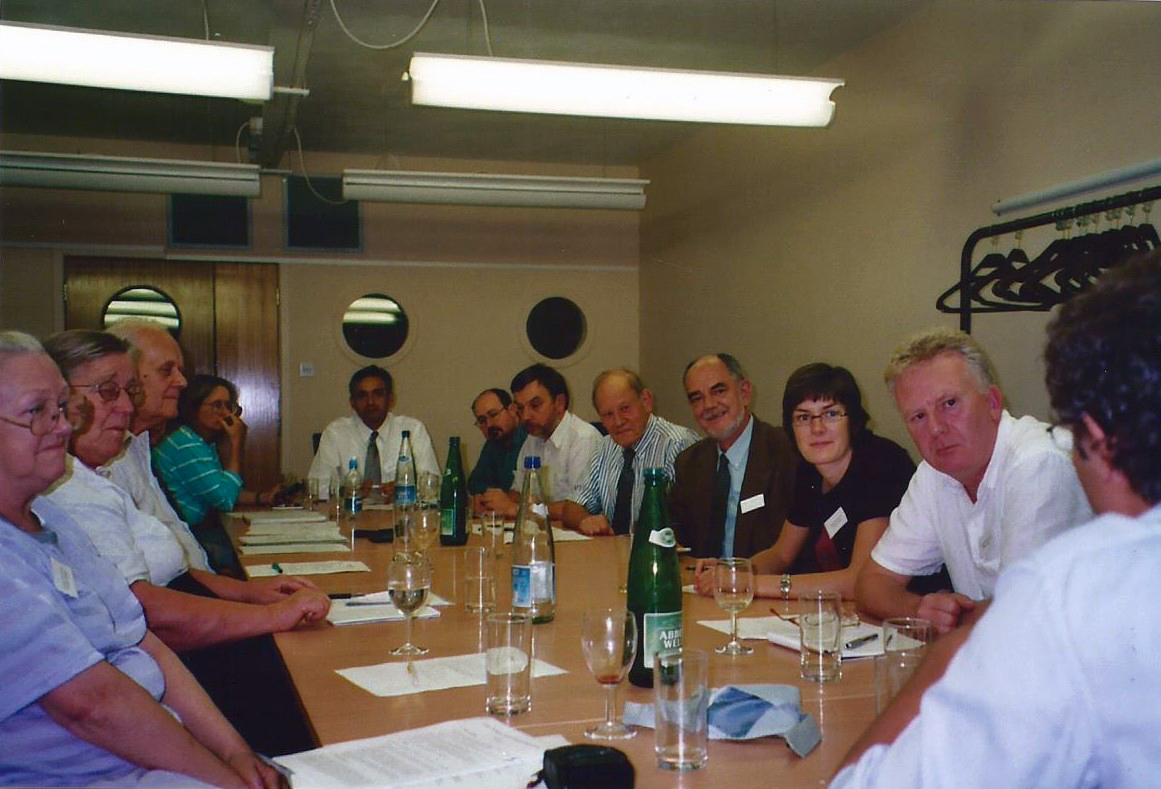
ECSO-bestuur en CSICOP-leden vergaderen tijdens het 11e ESC in Londen.

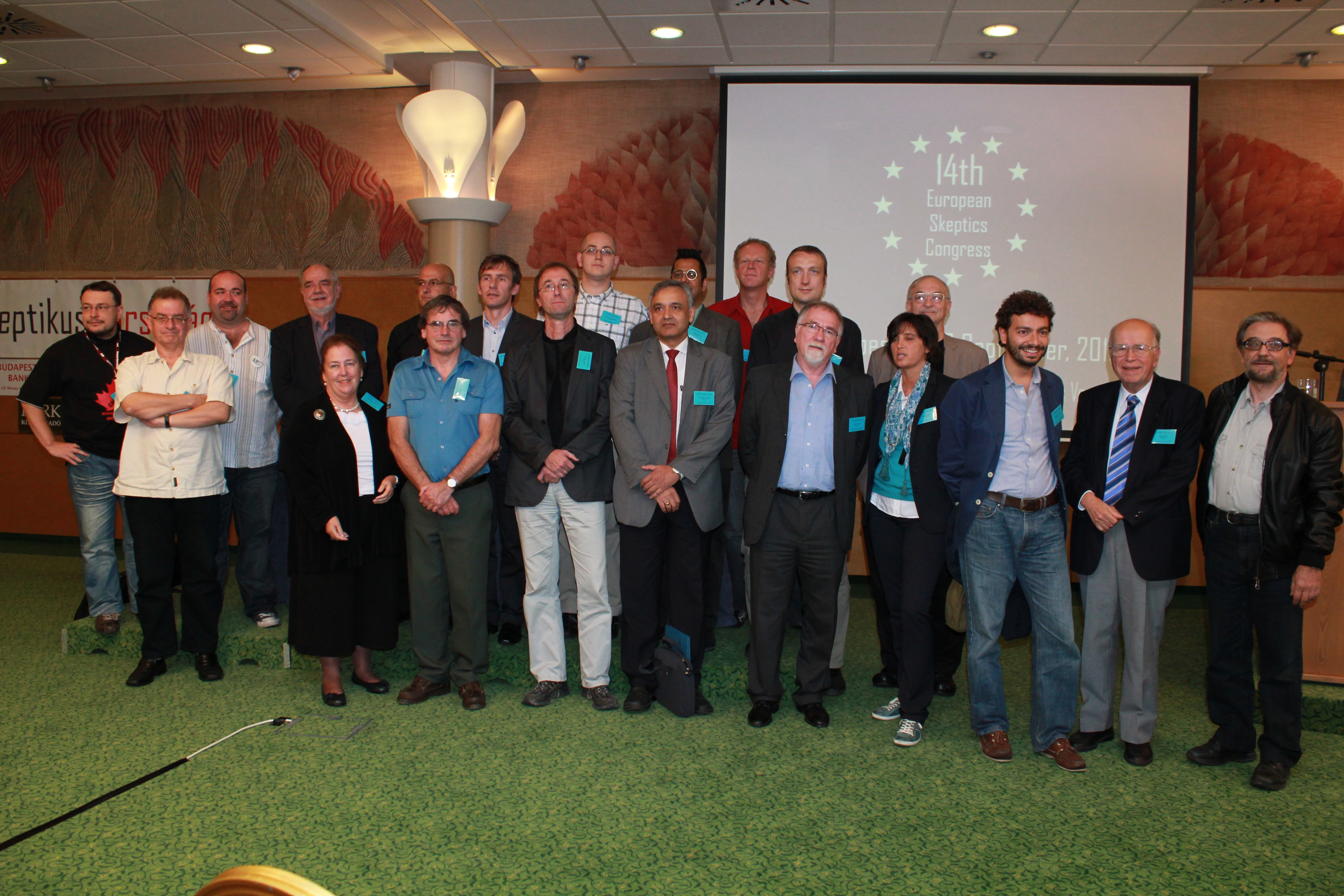
Sprekers op het 14e European Skeptics Congress in Boedapest.

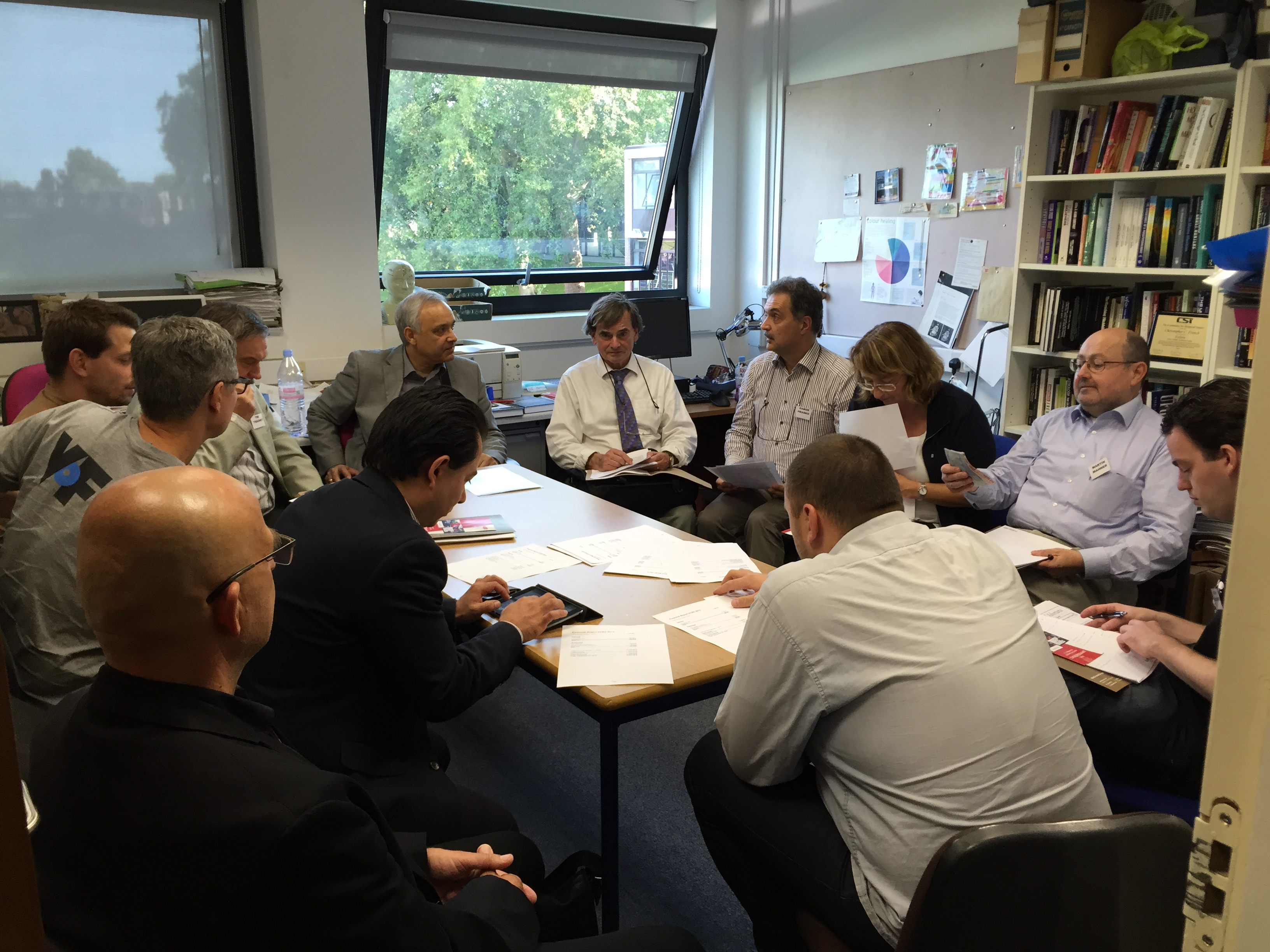
Vergadering van vertegenwoordigers van ECSO-lidorganisaties op het 16e ESC 2015 in Londen.

Sinds 1989 worden er European Skeptics Congresses (ESC's) gehouden, waaraan skeptische organisaties uit verschillende Europese landen deelnemen. De conferenties worden vaak eind september gehouden en duren twee tot vier dagen. De ECSO werd gevormd tijdens het 6e ESC op 25 september 1994 in Oostende. Sinds de oprichting coördineert de ECSO de organisaties van nieuwe ESC's die gemiddeld om het jaar plaatsvinden, waarbij iedere keer een andere lidorganisatie als gastheer optreedt. Skeptische organisaties die niet lid van de ECSO zijn, mogen ook hun afvaardiging sturen. Hieronder een lijst met gehouden ESC's.
| Evenement                       | Datum                | Stad          | Land                | Noten                                                                                            |
| ------------------------------- | -------------------- | ------------- | ------------------- | ------------------------------------------------------------------------------------------------ |
| 1st European Skeptics Congress  | 5–7 mei 1989         | Bad Tölz      | West-Duitsland      |                                                                                                  |
| 2nd European Skeptics Congress  | 10–11 augustus 1990  | Brussel       | België              |                                                                                                  |
| 3rd European Skeptics Congress  | 4–5 oktober 1991     | Amsterdam     | Nederland           |                                                                                                  |
| 4th European Skeptics Congress  | 17–19 juli 1992      | Saint-Vincent | Italië              |                                                                                                  |
| 5th European Skeptics Congress  | 29–31 augustus 1993  | Keele         | Verenigd Koninkrijk | Thema: "Science for Life: Health, Medicine and Well-Being". Georganiseerd door de UK Skeptics.   |
| 6th European Skeptics Congress  | 23–25 september 1994 | Oostende      | België              | Thema: "Science, Pseudoscience and the Environment". ECSO opgericht.                             |
| 7th European Skeptics Congress  | 4–7 mei 1995         | Roßdorf       | Duitsland           |                                                                                                  |
| 8th European Skeptics Congress  | 4–7 september 1997   | A Coruña      | Spanje              |                                                                                                  |
| 9th European Skeptics Congress  | 17–19 september 1999 | Maastricht    | Nederland           | Georganiseerd door Stichting Skepsis                                                             |
| 10th European Skeptics Congress | 7–9 september 2001   | Praag         | Tsjechië            | Thema: "Rise and Development of Paranormal Beliefs in Eastern Europe"                            |
| 11th European Skeptics Congress | 5–7 september 2003   | Londen        | Verenigd Koninkrijk |                                                                                                  |
| 12th European Skeptics Congress | 13–15 oktober 2005   | Brussel       | België              | Thema: "Pseudoscience, Alternative Medicine and the Media"                                       |
| 13th European Skeptics Congress | 7–9 september 2007   | Dublin        | Ierland             | Thema: "The Assault on Science: Constructing a Response" 100+ deelnemers.                        |
| 14th European Skeptics Congress | 17–19 september 2010 | Boedapest     | Hongarije           | Georganiseerd door Szkeptikus Társaság.                                                          |
| 15th European Skeptics Congress | 22–25 augustus 2013  | Stockholm     | Zweden              | Thema: "ESCape to Clarity!"                                                                      |
| 16th European Skeptics Congress | 10–13 september 2015 | Londen        | Verenigd Koninkrijk | Georganiseerd door Association for Skeptical Enquiry en Anomalistic Psychology Research Unit     |
| 17th European Skeptics Congress | 2017                 | Wrocław       | Polen               | Voorlopig; zal worden georganiseerd door Klub Sceptyków Polskich en Český klub skeptiků Sisyfos. |

## Prijzen
Tijdens het 6e World Skeptics Congress (Berlijn, 18–20 mei 2012), mede financieel ondersteund door de ECSO, GWUP en CSI, reikte de ECSO de Outstanding Skeptics Award uit aan Wim Betz (SKEPP) en Luigi Garlaschelli (CICAP) "in erkenning van [hun] toewijding en uitmuntende bijdragen aan het bevorderen van de wetenschap en het onderzoeken van uitzonderlijke beweringen". Tegelijkertijd beloonde CSI Simon Singh en Edzard Ernst met de In Praise of Reason Award "in erkenning van [hun] voortreffelijke bijdrage aan het gebruik van kritische naspeuring, wetenschappelijk bewijs en rationeel denken bij het evalueren van kennisclaims".